# Stütgerloch
Stütgerloch ist ein Ortsteil der Gemeinde Langerwehe im Kreis Düren, Nordrhein-Westfalen.

## Lage
Stütgerloch ist mit dem Hauptort an der nördlichen Seite zusammengewachsen. Nachbarorte sind Langerwehe und Jüngersdorf.

## Geschichte
Mitten im Ort wurden römische Siedlungsreste gefunden. Also ist eine frühe Besiedlung nachgewiesen. Erwähnt wird Stütgerloch erstmals 1454 unter Werner von Palant-Breidenbend. Der auf der Anhöhe gelegene Gutshof, um den sich später im Wehetal die übrige Siedlung gruppierte, ist 1580 als Sitz des Junkers von Schloßberg (Birkesdorf) genannt, dem als Waldsasse Werner Stytgen folgte. Er gab dem Ort den Namen. Der Mühlenteich bildete die Grenze zwischen Stütgerloch und Langerwehe. Das ist heute noch so. Der Stütgerhof, neben der Lochmühle die älteste Gutsanlage des Dorfes, ging im 16. Jahrhundert in den Besitz des Kreuzbruderklosters Schwarzenbroich über. Von 1794 bis 1815 ist Stütgerloch ein eigenständiger Ort im Kanton Eschweiler im Département de la Roer. Seit 1816 gehört es zum Kreis Düren. Die Lochmühle, die unter Denkmalschutz gestanden hatte, wurde im Sommer 2008 abgerissen, da die Anlage so stark geschädigt war, dass die Renovierung nicht mehr rentabel war.

## Verkehr, Bahn, Busse
Am Ortsrand verläuft die Bahnstrecke Köln – Düren – Aachen. Nächster Bahnhof ist „Langerwehe“.
Nach Fertigstellung der Umgehungsstraße verläuft die Bundesstraße 264 nicht mehr durch den Ort.
Der öffentliche Personennahverkehr wird durch die Busse des Rurtalbus auf den AVV-Linien 237 und 297 von der Haltestelle Langerwehe Markt sichergestellt.
| Linie | Verlauf |
| ----- | --- |
| 237   | Düren Bf/ZOB – StadtCenter – (Mariaweiler Gesamtschule –) Mariaweiler – Echtz Badesee – Echtz – Geich – Obergeich – D’horn – (Schlich –) Merode – Pier – Jüngersdorf – Langerwehe Markt – Langerwehe Bf |
| 297   | Düren Bf/ZOB – StadtCenter – Gürzenich – D’horn Rothaus – Obergeich – Langerwehe Markt – Langerwehe Bf                                                                                                  |

## Vereine
- TuS 08 Jüngersdorf-Stütgerloch